# 高龙乡
高龙乡，是中华人民共和国广西壮族自治区百色市田林县下辖的一个乡镇级行政单位。

## 行政区划
高龙乡下辖以下地区：
者车村、高郭村、弄南村、渭山村、新寨村、渭荣村和达尧村。